# Pitanga (álbum)
Pitanga é o terceiro álbum de estúdio da cantora e compositora brasileira Mallu Magalhães. Foi lançado no dia 30 de setembro de 2011, sob o selo da Sony Music.
O álbum conta com a participação da cantora na bateria, piano e guitarra, nunca explorados por ela anteriormente. As composições são todas assinadas por Mallu e em português e inglês, recebendo a participação de grandes músicos como Kassin, Mauricio Takara e Marcelo Camelo, que assina inteiramente a produção do disco.
Pitanga foi considerado o 3º melhor disco nacional lançado no ano de 2011, segundo a Rolling Stone Brasil, atrás somente de Criolo (Nó na Orelha) e Emicida (Doozicabraba e a Revolução Silenciosa). Seu segundo single, a faixa "Sambinha Bom", também foi eleita a 7ª melhor música nacional do ano, de acordo com a mesma revista.

## Lançamento e Divulgação
Ao longo do processo de criação, composição e produção do disco, Mallu Magalhães atualizou um blog em seu site oficial, onde compartilhava sua rotina diária no estúdio e registros fotográficos, vídeos e até trechos das letras com exclusividade para os leitores.
Pouco antes do lançamento oficial do Pitanga em todas as lojas e plataformas digitais, a cantora anuncia a capa, o alinhamento de faixas, a data de lançamento, o primeiro single do projeto, "Velha e Louca", com uma pequena prévia da canção, e a pré-venda oficial do CD, no formato Digipak, em diversos sites de músicas. Além disso, um teaser, filmado por Marcelo Camelo e editado pela própria cantora, foi publicado em suas redes sociais e mostra a cantora em uma praia do Rio de Janeiro com a faixa "Sambinha Bom" na trilha sonora.
Para a promoção do canção "Velha e Louca", o videoclipe foi exibido primeiramente em mais de 300 salas de cinemas brasileiros antes da animação As Aventuras de Tintim: o Segredo do Licorne. A faixa também foi eleita o "Single da Semana" na iTunes Store, disponibilizando o seu download gratuitamente por uma semana inteira.
A faixa "Highly Sensitive" foi utilizado pela Microsoft em um comercial do Windows 8 e acabou por ser título da primeira coletânea de Mallu, Highly Sensitive. Lançada em outubro de 2013, somente nos Estados Unidos, o disco chegou a vender mais de 50 mil cópias no país.

## Singles
"Velha e Louca", faixa responsável pela abertura do disco, foi anunciada como o primeiro single do álbum pouco antes do lançamento de seu em todas as plataforma digitais. Uma pequena prévia da canção foi publicada pela cantora no serviço do SoundCloud. Assim que lançada, logo se tornou o maior sucesso, até então, de toda a carreira de Mallu, chegando à 14ª posição das paradas musicais no Brasil. O videoclipe, no entanto, foi disponibilizado no canal VEVO da artista somente no ano seguinte, em 24 de janeiro de 2012, tendo alcançado a incrível marca de 20 milhões de visualizações no YouTube. O vídeo, dirigido por Paulo Gandra, foi gravado no alto de um prédio do centro de São Paulo, com a cantora acompanhada de sua banda de apoio e do músico Marcelo Camelo. O clipe recebeu indicações na categorias "Videoclipe do Ano", no MTV Video Music Brasil 2012 e no Prêmio Multishow de Música Brasileira 2012.
| “ | "Essa música foi uma decisão natural, assim como todas as decisões tomadas nesse disco e nessa fase da minha vida. A gente escolheu o repertório e, depois de gravado, reparou que era uma música muito forte, muito simbólica. E que tinha uma mensagem bem acessível e direta. Essa música é como uma virada de página, que abre para uma coisa completamente nova e diferente dos outros dois discos." —Mallu Magalhães sobre a canção "Velha e Louca". | ” |

Em seguida, em 18 de julho de 2012, "Sambinha Bom", eleita a 7ª melhor música nacional de 2011 pela revista Rolling Stone Brasil, foi anunciada como a próxima canção de trabalho do Pitanga. Dirigido pelo coletivo Wolfpack e produzido pela Zeppelin Filmes, o videoclipe feito para a faixa mostra Mallu em um quarto ensolarado invadido por uma floresta tropical e em uma piscina de gelo seco, evidenciando referências adotadas da cantora Björk. Apesar de mostrar o desenvolvimento artístico e amadurecimento da artista, o clipe gerou certa polêmica por relevar um lado mais sensual de Magalhães, nunca trabalhado anteriormente em sua carreira.

## Lista de faixas
| N.º            | Título                           | Compositor(es)  | Duração |  |
| 1.             | "Velha e Louca"                  | Mallu Magalhães | 2:45    |  |
| 2.             | "Cena"                           | Magalhães       | 2:23    |  |
| 3.             | "Sambinha Bom"                   | Magalhães       | 2:55    |  |
| 4.             | "Olha Só, Moreno"                | Magalhães       | 3:13    |  |
| 5.             | "Youhuhu"                        | Magalhães       | 3:20    |  |
| 6.             | "Por Que Você Faz Assim Comigo?" | Magalhães       | 3:18    |  |
| 7.             | "Baby, I'm Sure"                 | Magalhães       | 2:07    |  |
| 8.             | "In The Morning"                 | Magalhães       | 1:57    |  |
| 9.             | "Lonely"                         | Magalhães       | 3:17    |  |
| 10.            | "Highly Sensitive"               | Magalhães       | 2:05    |  |
| 11.            | "Ô, Ana"                         | Magalhães       | 2:14    |  |
| 12.            | "Cais"                           | Magalhães       | 2:46    |  |
| Duração total: | Duração total:                   | Duração total:  | 32:00   |  |

## Créditos
De acordo com o encarte do disco, todo o processo de elaboração de Pitanga atribui os seguintes créditos:
Gestão
- R.R. Agência de Música Ltda.: gravadora, editora, proprietária de direitos autorais/direitos autorais fonográficos
- Sony Music Entertainment (Brasil) Ltda.: distribuição nacional/internacional, licenciamento
- Sonopress Rimo Indústria e Comércio Fonográfica S.A.: distribuição
- Sony DADC: impressão
- Publicado pelas empresas R.R. Agência de Música Ltda. e Sony/ATV Tree Publishing

Locais de gravação
| - Estúdio El Rocha (São Paulo, Brasil) | - Red Traxx Mastering (Miami, Estados Unidos) |

Visuais e imagem
| - Mallu Magalhães: direção criativa, artística e designer (capa e desenho) | - Marcelo Camelo: fotografia (divulgação) |

Produção
| - Mallu Magalhães: composição, instrumentação, co-produção - Marcelo Camelo: produção, gravação, instrumentação - Fernando Sanches Takara: co-produção, engenheiro de gravação, mixagem | - Victor Rice: co-produção, mixagem, gravação - Felipe Tichauer: masterização - Rafael Rossatto: produção executiva |

Instrumentação
| - Mallu Magalhães: vocais, violões, banjo, viola caipira, ukulele, piano, bateria, escaleta, clarineta, ganzá, sinos, címbalo, glockenspiel, pandeiro, tamborim, assobio - Marcelo Camelo: coro, violões, guitarra, banjo, baixo, percussão corporal, clarineta, congas, bateria, piano elétrico, ganzá, glockenspiel, guiro, Bolex, pandeiro, percussão, piano, tamborim, ukulele - Alexandre Kassin: guitarra, guitarra havaiana, pedal - Victor Rice: coro, baixo, violoncelo, bateria, efeitos com ARC, guitarra, pandeiro - Maurício Takara: coro, congas, bateria | - Fernando Sanches Takara: coro - André Lima: coro, guitarra, teclados, órgão, piano - Gustavo Potumati: coro - Zanilda: coro - Daniel D'Alcântara: fliscorne - Josué: flauta - François: trambone |

## Recepção

### Desempenho comercial
No total, Pitanga vendeu mais de 35.000 cópias no Brasil, sendo o 4º CD mais vendido do mês de outubro no ano. Em Portugal, o disco vendeu mais de 16.000 cópias e, por pouco, não leva um disco de ouro pela Associação Fonográfica Portuguesa, certificação que contempla a venda total de 20.000 cópias.

### Crítica profissional
| Críticas profissionais | Críticas profissionais |
| Avaliações da crítica  | Avaliações da crítica  |
| Fonte                  | Avaliação              |
| ---------------------- | ---------------------- |
| O Globo                | Bom                    |
| Mauro Ferreira         | [ 12 ]                 |
| RockinPress            | 8.0                    |
| Miojo Indie            | 8.5                    |

As críticas publicadas em torno do disco Pitanga são predominantemente positivas. Em resenha para O Globo, Leonardo Lichote ressalta o desdobramento da artista, filtrada por malícia, em camadas, comparando-a com a cantora e compositora Rita Lee. O jornalista também faz elogios aos arranjos, ricos de delicadeza, dos diversos instrumentos tocados por Mallu e por Marcelo Camelo que, apesar de apresentar referências de outros intérpretes, ainda são incorporados por ela com originalidade e personalidade.
Mauro Ferreira avaliou a obra em quatro estrelas, sinalizando a visível sonoridade de Camelo, que assina a produção do álbum, mas que ainda preserva o sabor original, doce, delicado, sensível e romântico da música de Magalhães. Ferreira também aponta que o trabalho afirma a evolução e o amadurecimento, em todos os sentidos, da cantora. Finaliza afirmando que "Mallu apresenta um terceiro disco saboroso que confirma o talento que somente os detratores de plantão insistem em negar."

### Desempenho nas tabelas musicais
| Parada musical (2014)                        | Melhor posição |
| -------------------------------------------- | -------------- |
| Portugal (Associação Fonográfica Portuguesa) | 24             |

### Trilhas Sonoras
- A faixa "Velha e Louca" faz parte da trilha sonora da série Malhação: Intensa como a Vida (2012), da Rede Globo.

## Turnê Pitanga
Um mês antes de dar início à turnê em promoção do álbum Pitanga, em 16 de maio de 2012, Mallu participou do programa MTV na Brasa, onde apresentou pela primeira vez ao vivo as músicas do novo trabalho como um ensaio para a digressão. O show estreou com uma minitemporada no Solar de Botafogo, em 12 de junho de 2012.

### Repertório
1. "Cena"
2. "Ô, Ana"
3. "Youhuhu"
4. "Soul Mate"
5. "Olha Só, Moreno"
6. "Elegia" (Caetano Veloso)
7. "Te Acho Tão Bonito"
8. "Compromisso"
9. "Por Que Você Faz Assim Comigo?"
10. "In The Morning"
11. "Lost Appetite" (música inédita)
12. "Me Sinto Ótima" (música inédita)
13. "Lonely"
14. "Baby, I’m Sure"
15. "All of Me" (Louis Armstrong)
16. "Velha e Louca"
17. "Highly Sensitive"
18. "Me Gustas Tú" (Manu Chao)

Encore:
1. "Cais"
2. "Hang On Little Tomato" (Pink Martini)
3. "Sambinha Bom"

### Datas
| Datas                  | Datas          | Datas          | Datas                               |
| Data                   | Cidade         | País           | Local                               |
| ---------------------- | -------------- | -------------- | ----------------------------------- |
| 12 de junho de 2012    | Rio de Janeiro | Brasil         | Solar de Botafogo                   |
| 13 de junho de 2012    | Rio de Janeiro | Brasil         | Solar de Botafogo                   |
| 14 de junho de 2012    | Rio de Janeiro | Brasil         | Solar de Botafogo                   |
| 22 de junho de 2012    | Osasco         | Brasil         | Sesc Osasco                         |
| 23 de junho de 2012    | Osasco         | Brasil         | Sesc Osasco                         |
| 30 de junho de 2012    | São Paulo      | Brasil         | Sesc Vila Mariana                   |
| 01 de julho de 2012    | São Paulo      | Brasil         | Sesc Vila Mariana                   |
| 26 de julho de 2012    | Nova Iorque    | Estados Unidos | Museu de Arte Moderna               |
| 21 de agosto de 2012   | Belo Horizonte | Brasil         | Teatro Oi Futuro                    |
| 31 de agosto de 2012   | Santos         | Brasil         | Sesc Santos                         |
| 26 de setembro de 2012 | Salvador       | Brasil         | Teatro Vila Velha                   |
| 28 de setembro de 2012 | Manaus         | Brasil         | Teatro Direcional                   |
| 29 de setembro de 2012 | São Paulo      | Brasil         | Sesc Ipiranga                       |
| 6 de outubro de 2012   | Porto Alegre   | Brasil         | Bar Opinião                         |
| 20 de outubro de 2012  | São Paulo      | Brasil         | Jockey Club de São Paulo            |
| 27 de outubro de 2012  | Curitiba       | Brasil         | Teatro Canal Da Música              |
| 2 de novembro de 2012  | Rio de Janeiro | Brasil         | Circo Voador                        |
| 15 de novembro de 2012 | Florianópolis  | Brasil         | Teatro do CIC                       |
| 28 de novembro de 2012 | Belo Horizonte | Brasil         | Shopping Pátio Savassi              |
| 29 de novembro de 2012 | Belo Horizonte | Brasil         | Granfinos                           |
| 8 de dezembro de 2012  | Belém          | Brasil         | African Bar                         |
| 16 de dezembro de 2012 | Macapá         | Brasil         | Anfiteatro da Fortaleza de São José |
| 16 de maio de 2013     | Brasília       | Brasil         | Teatro da Caixa                     |
| 23 de março de 2013    | Vitória        | Brasil         | Teatro SESI                         |
| 6 de abril de 2013     | Porto Alegre   | Brasil         | Bar Opinião                         |
| 10 de maio de 2013     | Fortaleza      | Brasil         | Teatro Caixa Cultural               |
| 11 de maio de 2013     | Fortaleza      | Brasil         | Teatro Caixa Cultural               |
| 12 de maio de 2013     | Fortaleza      | Brasil         | Teatro Caixa Cultural               |
| 16 de maio de 2013     | Brasília       | Brasil         | Teatro da Caixa                     |
| 17 de maio de 2013     | Brasília       | Brasil         | Teatro da Caixa                     |
| 24 de maio de 2013     | Rio de Janeiro | Brasil         | Circo Voador                        |
| 25 de maio de 2013     | São Paulo      | Brasil         | Sesc Santo Amaro                    |
| 20 de setembro de 2013 | Rio de Janeiro | Brasil         | Parque Olímpico Cidade do Rock      |
| 28 de outubro de 2013  | Nova Iorque    | Estados Unidos | The Standard                        |
| 29 de outubro de 2013  | Nova Iorque    | Estados Unidos | Cameo Presents                      |
| 30 de outubro de 2013  | Filadélfia     | Estados Unidos | Nublu                               |
| 31 de outubro de 2013  | Nova Iorque    | Estados Unidos | Tin Angel                           |
| 1 de novembro de 2013  | Arlington      | Estados Unidos | IOTA Club & Cafe                    |
| 2 de novembro de 2013  | Nova Iorque    | Estados Unidos | SubCulture                          |
| 6 de novembro de 2013  | Cambridge      | Estados Unidos | The Regattabar                      |
| 27 de janeiro de 2014  | Lisboa         | Portugal       | Centro Cultural Belém               |
| 28 de janeiro de 2014  | Porto          | Portugal       | Casa da Música                      |

## Histórico de Lançamento
| País                   | Data                   | Formato(s)       | Gravadora  |
| ---------------------- | ---------------------- | ---------------- | ---------- |
| Brasil                 | 30 de setembro de 2011 | CD               | Sony Music |
| Brasil                 | 30 de setembro de 2011 | download digital | Sony Music |
| Portugal               | 30 de setembro de 2011 |                  | Sony Music |
| 6 de fevereiro de 2012 | CD                     |                  | Sony Music |